# قاچاق در ایران
قاچاق در ایران تعریف قاچاق ناظر به مبادی ورودی و خروجی و مرزهای جغرافیایی نمی‌گردد زیرا به موجب بند ۲ ماده ۱۲ قانون الحاق موادی به قانون تنظیم بخشی از مقررات مالی دولت مصوب ۱۳۸۴ و ماده ۶۲ قانون نظام صنفی مصوب ۱۳۸۲ و ماده ۱۴ قانون مبارزه ملی به دخانیات مصوب ۱۳۸۵ نگهداری و توزیع کالایی که بدون مجوز وارد شده باشد در سراسر کشور جرم بوده و مشمول مقررات مربوط به قاچاق کالا می‌گردد. بنابراین نگهداری و توزیع و حمل کالای فاقد مجوز قانونی در داخل کشور نیز قاچاق محسوب می‌شود.
قاچاق کالا صرفاً شامل عدم پرداخت حقوق گمرکی نمی‌شود. مثل عدم پرداخت مالیات کالای داخلی در تبصره ماده ۱۹ قانون مالیات بر ارزش افزوده مصوب ۱۳۸۶ که مقنن کالای داخلی بدون پرداخت مالیات را کالای قاچاق تلقی نموده‌است.
تبصره مذکور اشعار داشته: «کالاهای مشمول مالیات که بدون رعایت مقررات و ضوابط این قانون عرضه گردد، علاوه بر جرائم متعلق و سایر مقررات مربوط موضوع این قانون، کالای قاچاق محسوب و مشمول قوانین و مقررات مربوط می‌شود». فعل و انفعالات و تحرکات مخفیانه و غیرقانونی که به صورت سازماندهی شده و به دور از دیده نهادهای مجری قانون انجام می‌شود را می‌توان قاچاق محسوب کرد.
پایین بودن کیفیت کالاهای داخلی و ناتوانی در رقابت با کالاهای خارجی به عنوان یکی از عوامل دخیل در قاچاق کالا در ایران شناخته می‌شود.

## آمار
قاچاق کالا در ایران در طول سه دههٔ منتهی به سال ۱۳۹۳ حدود ۱۶ برابر رشد داشته‌است. به گفتهٔ حبیب‌الله حقیقی، رئیس ستاد مبارزه با قاچاق کالا و ارز، در سال ۱۳۹۲ حجم قاچاق کالا در ایران ۲۰ میلیارد دلار برآورد شده‌است که دو برابر بودجه عمرانی این کشور بوده‌است. در این سال ۱ میلیارد و ۳۰۰ میلیون دلار کالای قاچاق از ۱۰ معبر غیراصلی تحت عنوان کوله‌بری به صورت قاچاق وارد کشور شده‌اند. تعداد کوله‌بران در ایران در سال ۱۳۹۳ حدود ۳۷ هزار نفر تخمین زده شده‌است.
قاچاق کالا در ایران در سال ۱۳۹۴ به گزارش رئیس سازمان تعزیرات حکومتی:
- در مجموع حدود ۲۰ تا ۲۵ میلیارد دلار
- گوشی موبایل ۳ میلیارد دلار
- البسه و پارچه ۲/۷ میلیارد دلار
- لوازم خانگی ۲ میلیارد دلار
- لوازم آرایشی ۱/۱ میلیارد دلار
- هشتاد هزار قلم کالا و تجهیزات پزشکی قاچاق در ایران بسیار گسترده است و هم اینک با توجه به اقتصاد بد در ایران قاچاق نیز در حال افزایش است.

## گزارش تحقیق و تفحص مجلس
بنا بر نتیجهٔ یک تحقیق و تفحص دوساله که در مجلس شورای اسلامی انجام شد، دولت ایران به‌صورت جدی خطر قاچاق کالا به کشور و آثار مخرب آن را حس نکرده‌است و در آن از دولت و ستاد مبارزه با قاچاق کالا و ارز خواسته شده‌است تا برای کاهش پدیده قاچاق برنامه راهبردی مدون، عملیاتی و کارا داشته باشد. هیئت تحقیق و تفحص مجلس در این گزارش ابراز کرده‌است که لازم است مرکز امور مناطق آزاد و ویژه اقتصادی در مورد مابه‌التفاوت میزان واردات کالا به این مناطق و میزان کالاهای مصرف شده در منطقه به علاوه صادرات مجدد پاسخگو باشد. گزارش تحقیق و تفحص مجلس نشان می‌دهد که شبکه‌های عمده قاچاق کالا در مسیر خود از یک نیروی خرده‌فروشی گسترده بهره‌برداری می‌کنند. افزون بر اینها هیئت ویژه مجلس فاش ساخته است که سازوکارهای فعلی مبارزه با قاچاق کالا به‌خصوص در استان‌های مرزی تا حدود ۹۰ درصد معطوف به موارد خرد و بی‌حاصل بوده و عملاً نیروی عظیم صرف شده در امر مبارزه با قاچاق کالا و ارز، بدون نتیجه قابل توجهی مستهلک می‌شود.

## قانون مبارزه با قاچاق
در کشور ایران برای مبارزه با پدیدهٔ قاچاق قوانین متنوعی وضع شده‌است که از جمله آنان می‌توان به موارد زیر اشاره نمود:
- قانون الحاق دولت جمهوری اسلامی ایران به کنوانسیون بین‌المللی هماهنگی کنترلهای مرزی کالاها
- قانون نحوه اعمال تعزیرات حکومتی راجع به قاچاق کالا و ارز
- قانون ممنوعیت ورود برخی از کالاهای غیر ضرور
- قانون تنظیم بخشی از مقررات مالی دولت
- قانون الحاق موادی به قانون تنظیم بخشی از مقررات مالی دولت مصوب ۲۷/۱۱/۱۳۸۴
- قانون ایجاد مناطق آزاد تجاری، صنعتی آبادان و خرمشهر، جلفا و بندرانزلی
- قانون امور گمرکی
- قانون اصلاح چگونگی اداره مناطق آزاد تجاری، صنعتی جمهوری اسلامی ایران
- قانون اصلاح بعضی از مواد قانون کیفر مرتکبین قاچاق
- قانون یکسان‌سازی تشریفات ورود و خروج کالا و خدمات از کشور
- قانون نحوه اعمال تعزیرات حکومتی راجع به قاچاق کالا و ارز
- قانون ممنوعیت ورود برخی از کالاهای غیر ضرور
- قانون حق‌السهم کاشفین اجناس قاچاق
- قانون جلوگیری اجناس ممنوع‌الورود
- قانون تنظیم بخشی از مقررات مالی دولت
- قانون تفسیر قانون نحوه اعمال تعزیرات حکومتی راجع به قاچاق کالا و ارز
- قانون اصلاح ماده ۱ قانون مجازات مرتکبین قاچاق